# Robert Kirby
Robert Kirby (1948) é um arranjador britânico, tendo trabalhado na música folk e rock. Ele é mais conhecido por seu trabalho com Nick Drake, mas também trabalhou com Ralph McTell, Paul Weller, Elvis Costello e Flemming.
Ele tem um filho, Henry Kirby, que também está ativamente envolvido na música,  sua banda de rock, The Absolutes, tem se apresentado em vários locais em Londres e estão subindo rapidamente na cena musical londrina. Embora Robert tenha gravado mais de 40 álbuns até 1978, ele decidiu trabalhar no marketing de uma empresa.

## Discografia
- Nick Drake: Five Leaves Left (1969)
- Nick Drake: Bryter Layter (1970)
- Vashti Bunyan: Just Another Diamond Day (1970)
- Bernie Taupin: Bernie Taupin (1970)
- Shelagh McDonald: Stargazer (1971)
- Audience (band): The House On The Hill (1971)
- Gillian McPherson: Poets And Painters And PErformers of Blues (1971)
- Ralph McTell: You Well-Meaning Brought Me Here (1971)
- Keith Christmas: Pigmy (1971)
- Tim Hart and Maddy Prior: Summer solstice (1971)
- Cochise: So Far (1971)
- Steve Gibbons: short Stories (1971)
- Andy Roberts: Nina and the Dream Tree (1971)
- John Kongos: John Kongos (1971)
- Spirogyra: St. Radigunds (1971)
- Elton John: Madman Across The Water (1971)
- Claggers: Chumley's Laughing Gear (1971)
- Strawbs: Grave New World (1972)
- David Ackles: American Gothic (1972)
- Mick Audsley: Dark and Devil Waters (1972)
- B.J. Cole: the New Hovering Dog (1972)
- David Elliott: David Elliott (1972)
- Dave Cousins: Two Weeks Last Summer (1972)
- Strawbs: Bursting at the Seams (1972)
- Mike Silver: Troubadour (1973)
- Lindsay DePaul: Surprise (1973)
- Steve Ashley: Stroll On (1974)
- Steve Ashley: Speedy Return (1975)
- John Cale: Helen of Troy (1975)
- Gary Shearston: The Greatest show on Earth (1975)
- Richard Digance: Trading the Boards (1975)
- Chris DeBurgh: Spanish Train and Other Stories (1975)
- Strawbs: Deep Cuts (1976)
- Spriguns: Time Will Pass (1977)
- Sandy Denny: Rendez Vous (1977)
- Strawbs: Burning for You (1977)
- Strawbs: Deadlines (1978)
- Arthur Brown: Chisholm in my Bosom (1978)
- Richard and Linda Thompson: First Light (1978)
- Roger McGough: Summer With Monika (1978)
- Iain Matthews: Stealin' Home (1978)
- Elvis Costello: Almost Blue (1982)
- Nick Lowe: Nick Lowe and his Cowboy Outfit (1984)
- Any Trouble: Wrong Eng of the Race (1984)
- The London Symphony Orchestra: Screen Classics, vol 7 (1994)
- Catchers: Stooping to Fit (1998)
- Ben and Jason: Hello (1999)
- Paul Weller: Heliocentric (2000)
- Acoustic Strawbs: Baroque & Roll (2001)
- Nick Drake: Made to Love Magic (2004)
- Strawbs: Déjà Fou (2004)
- Vashti Bunyan: Lookaftering (2005)
- The Magic Numbers: Those The Brokes (2006)